# هاي ياكا
هاي ياكا (بالإنجليزية: Hiʻiaka) ربة هاواي وربة الجزر والجبال والمنجرفات والكهوف. وقائدة راقصي الهولا هولا (رقصة خاصة بهاواي). كانت ربة حنونة، كثر مديحها في الأغاني أثناء المهرجانات الموسيقية. وهي ابنة رب البحر كاني وشقيقة ربة النار بيل Pele.